# Grisel Margarita
Grisel Margarita García Paredes (Cidade do México, 26 de abril 1989) é uma atriz mexicana. Ficou conhecida por seus papéis na televisão como Priscila em Cómplices al rescate e Anita em Rebelde.

## Filmografia

### Telenovelas
| Ano       | Título                          | Personagem                 | Notas       |
| --------- | ------------------------------- | -------------------------- | ----------- |
| 2000      | Amigos x siempre                | Patricia "Patty" Hernandez | Coadjuvante |
| 2002      | Cómplices al rescate            | Priscila Ricco             | Antagonista |
| 2004      | Amy, la niña de la mochila azul | Carolina Hijonosa          | Coadjuvante |
| 2005 2006 | Rebelde                         | Anita Hyoko                | Coadjuvante |
| 2024      | Papás por conveniencia          |                            |             |

### Séries
- 2008 - 2015 - La Rosa de Guadalupe
- 2007 - Vecinos
- 2006 - Mujer, casos de la vida real
- 2003 - Teleton
- 2001 - Hoy' lili
- 1999 - Plaza Sésamo

## Discografia
- Amigos X siempre
- Complices al Rescate
- Complices al Rescate (Remix)